# Amadeo Rossi
Amadeo Rossi S.A. — бразильський виробник вогнепальної зброї. Компанію заснував Амадео Россі 1889 року. Підприємство заходиться в місті Сан-Леопольду. Россі виготовляє пістолети і револьвери для цивільного і військового ринків. Є одним з найбільших виробників зброї в Бразилії.

## Історія

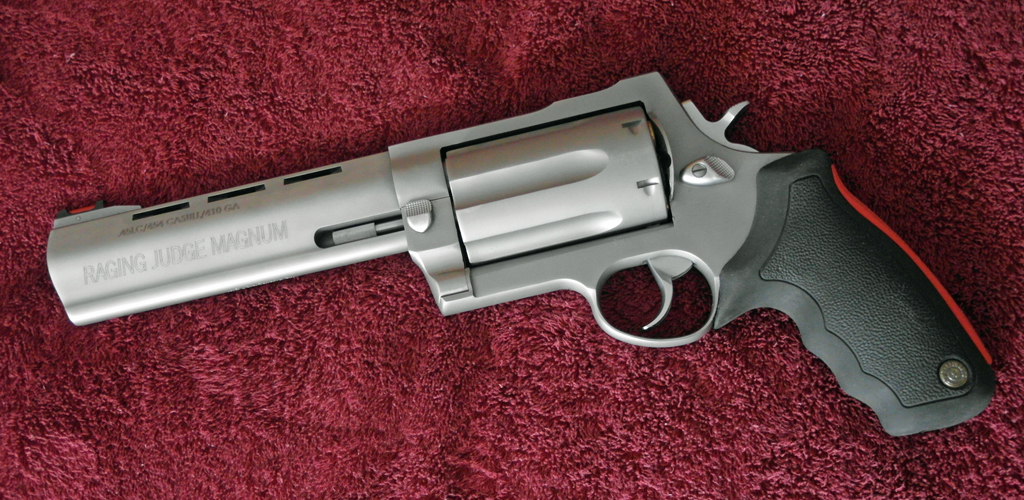
Taurus Judge

До 1970-х років Россі виробляли зброю переважно для внутрішнього ринку. Усе змінилось після того, як американська компанія Interarms Virginia стала дистриб'ютором Amadeo Rossi в США. Interarms Virginia була посередником до 1997 року, коли бразильська компанія відкрила власне представництво в Північній Америці — BrazTech. Револьвери конструкції Россі були доволі популярними як на північноамериканському ринку, так і на європейському.
Лінійка револьверів закінчилась на моделі Taurus Judge: тепер Россі виготовляє лише мисливські гвинтівки, амуніцію та традиційні гвинтівки Puma. Також компанія має власну лінійку пневматичної зброї, відомої як Rossi Dione.
З 2010 року компанія Amadeo Rossi не виготовляє вогнепальну зброю для бразильського ринку, обмежуючись лише пневматичними гвинтівками і страйкбольною зброєю, яка є дуже популярною в Бразилії. Також Amadeo Rossi в Бразилії є дистриб'ютором пневматичної зброї компаній Beeman, Hatsan, SAG, Zoraki, Crossman тощо.

## Продукція
- Taurus Judge
- Rossi Model 971 .357 Magnum
- Rossi R46102 .357 Magnum
- Rossi R35102 .38 Special
- Rossi R85104 .38 Special
- Rossi R46202 .357 Magnum
- Rossi R35202 .38 Special
- Rossi R97206 .357 Magnum
- Rossi Circuit Judge .410ga/45lc